# Конная статуя Генриха IV
Конная статуя Генриха IV (фр. Statue équestre d'Henri IV) — бронзовый конный памятник королю Франции Генриху IV на Новом мосту в Париже. 

## История
Генрих (Анри) IV был первым представителем династии Бурбонов на французском престоле и едва ли не самым популярным в народе представителем этой династии, носившим прозвище «Добрый король Анри». Ему удалось прекратить длительную религиозную войну между протестантами и католиками и значительно повысить благосостояние простых французов. Вскоре после его гибели от рук цареубийцы Равальяка (1610) возникла идея поставить конный памятник королю что было в то время относительной новацией для стран Европы к северу от Альп. Вдова короля Генриха IV, Мария Медичи, представительница знаменитой итальянской династии, заказала памятник ведущему итальянскому скульптору своего времени Джамболонье. После смерти Джамболоньи работу над памятником продолжил его ученик скульптор Пьетро Такка. Готовая конная статуя была доставлена в Париж в 1613 году, пьедестал по проекту Жана-Батиста Лепера, также изготовленный в Италии, был привезён следом. Четыре дополнительные фигуры скованных пленников для украшения пьедестала были созданы Пьетро Франкавиллой и завершены Франческо Бордони. Работа над памятником была закончена в 1618 году.
Памятник простоял на своём месте более 170 лет, пока во время Великой французской революции в 1792 году его не разрушила разбушевавшаяся толпа. При этом ценителям искусства удалось спасти четыре фигуры работы Бордони, ранее украшавшие постамент и головы короля и его коня. Эти сохранившиеся фрагменты поступили в коллекцию Лувра, всё остальное было переплавлено.
После Реставрации Бурбонов в 1814 году (второй раз, с перерывом на Сто дней, в 1815 году) возникла идея воссоздания памятника. Эта работа была поручен скульптору Франсуа-Фредерику Лемо. Открытие воссозданного памятника состоялось в 1818 году, в год двухсотлетия со дня установки его исходного варианта. Новая версия конной статуи короля близка к прежней, однако постамент оформлен иначе: вместо четырёх фигур, которые были признаны слишком ценными и так и остались в Лувре, его украсили лишь два барельефа. В таком виде воссозданный памятник благополучно украшает Париж и поныне. В 1992 году он был внесён в реестр исторических памятников Франции.

## Галерея

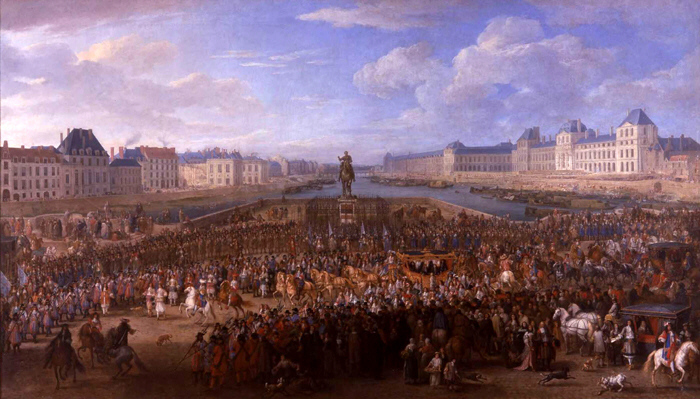
Площадь Пон-Нёф в 1660 году.
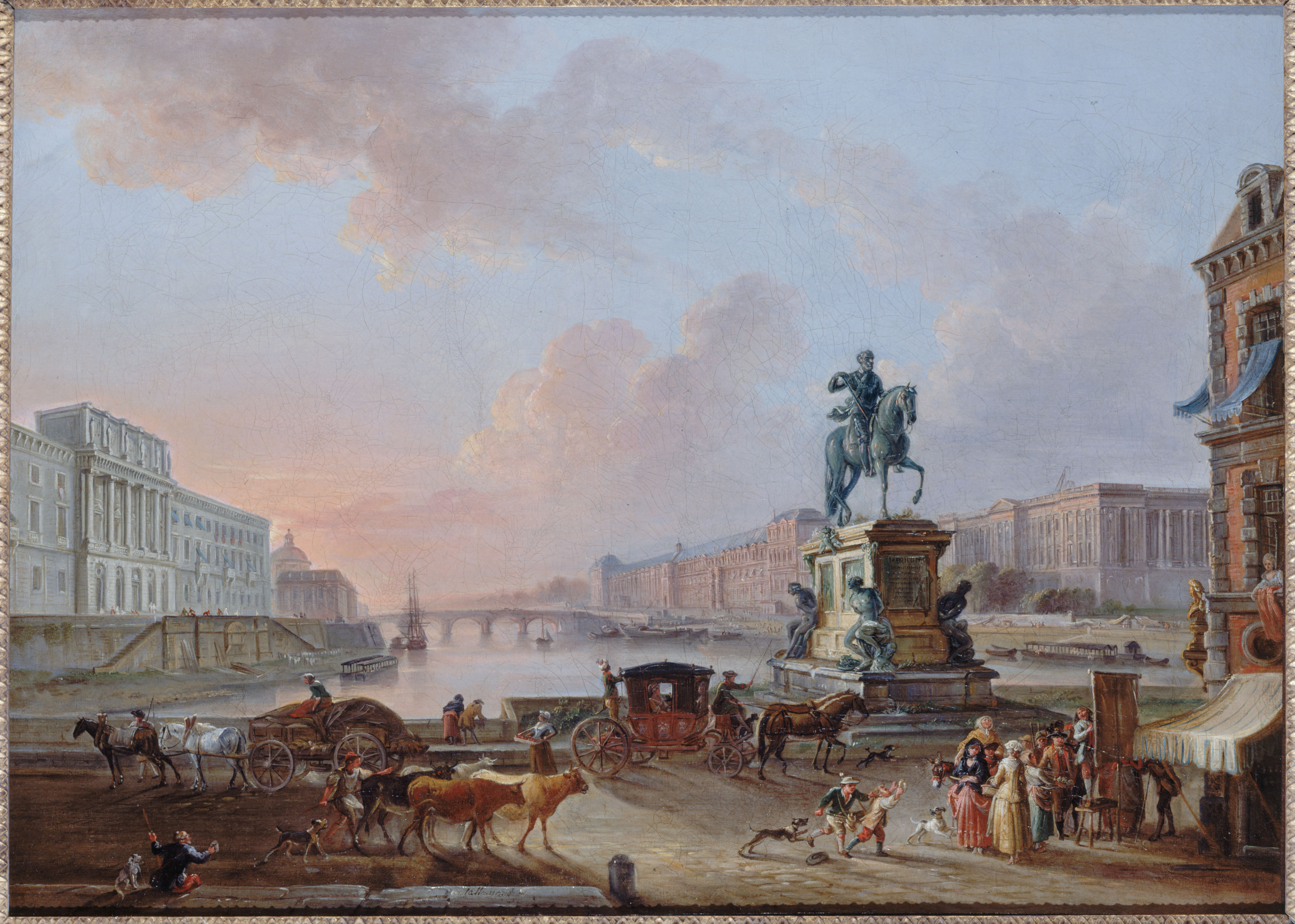
Памятник в 1775 году
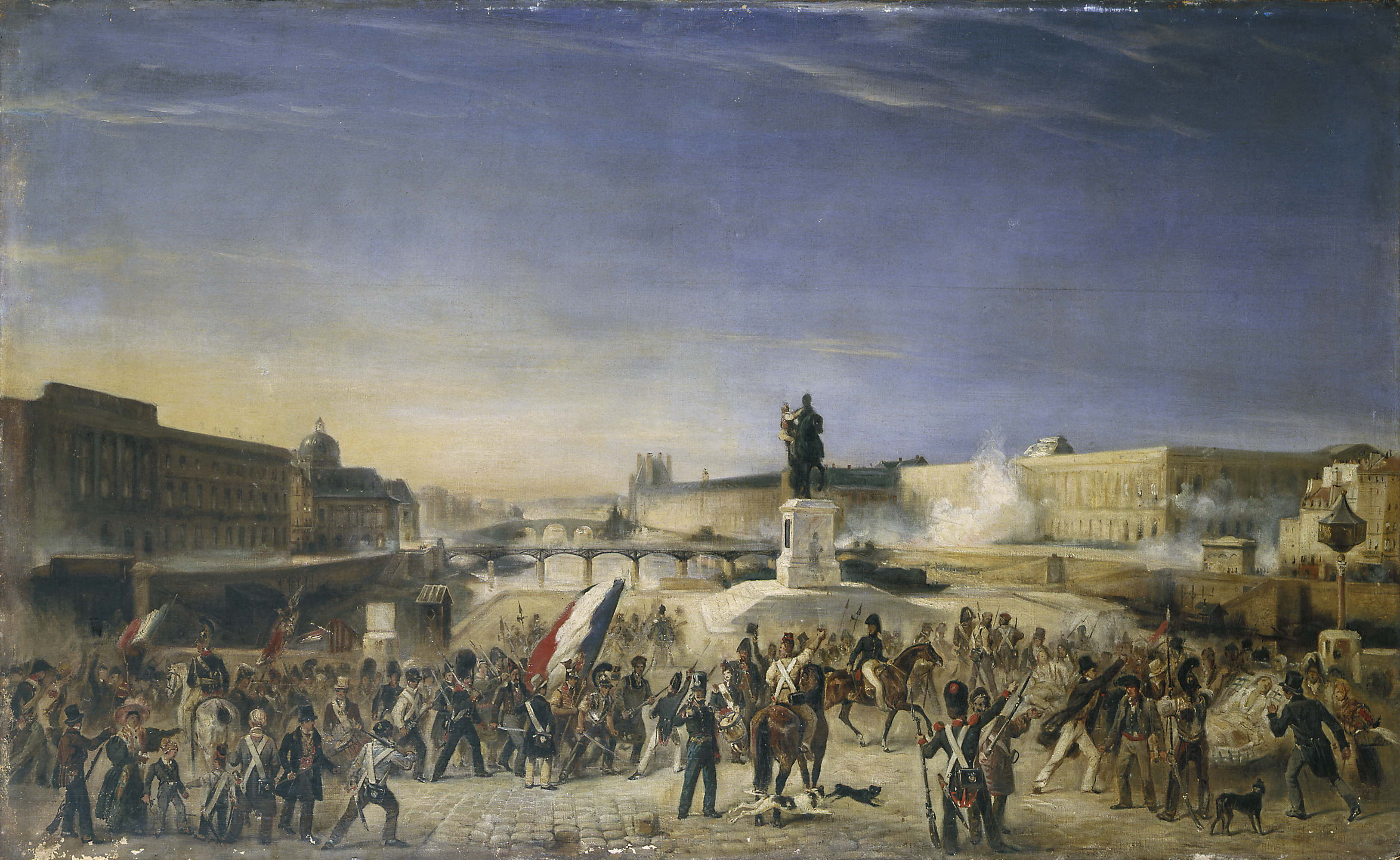
Площадь Пон-Нёф в 1830 году
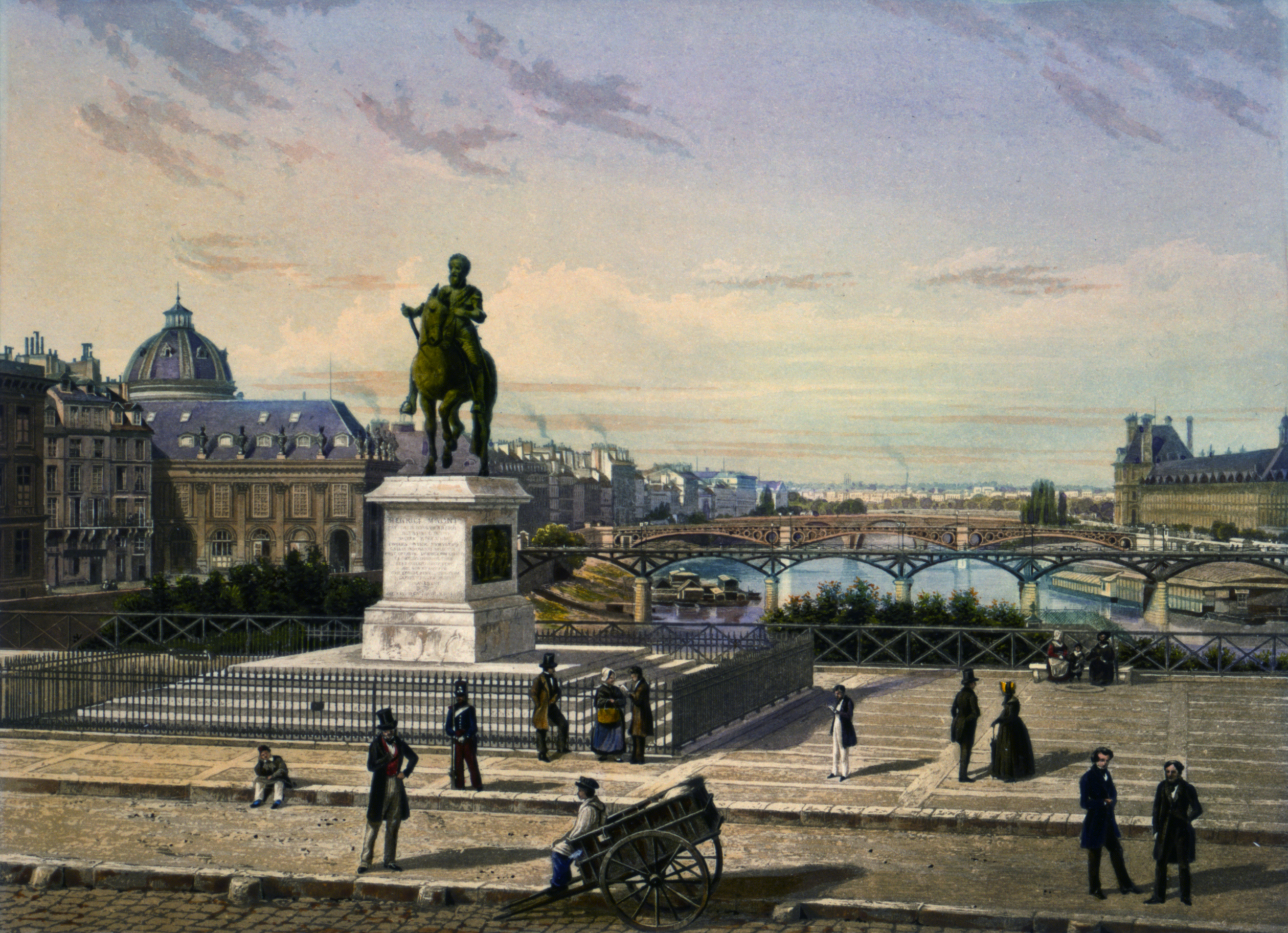
Площадь Пон-Нёф с конной статуей Генриха IV в 1842 году.
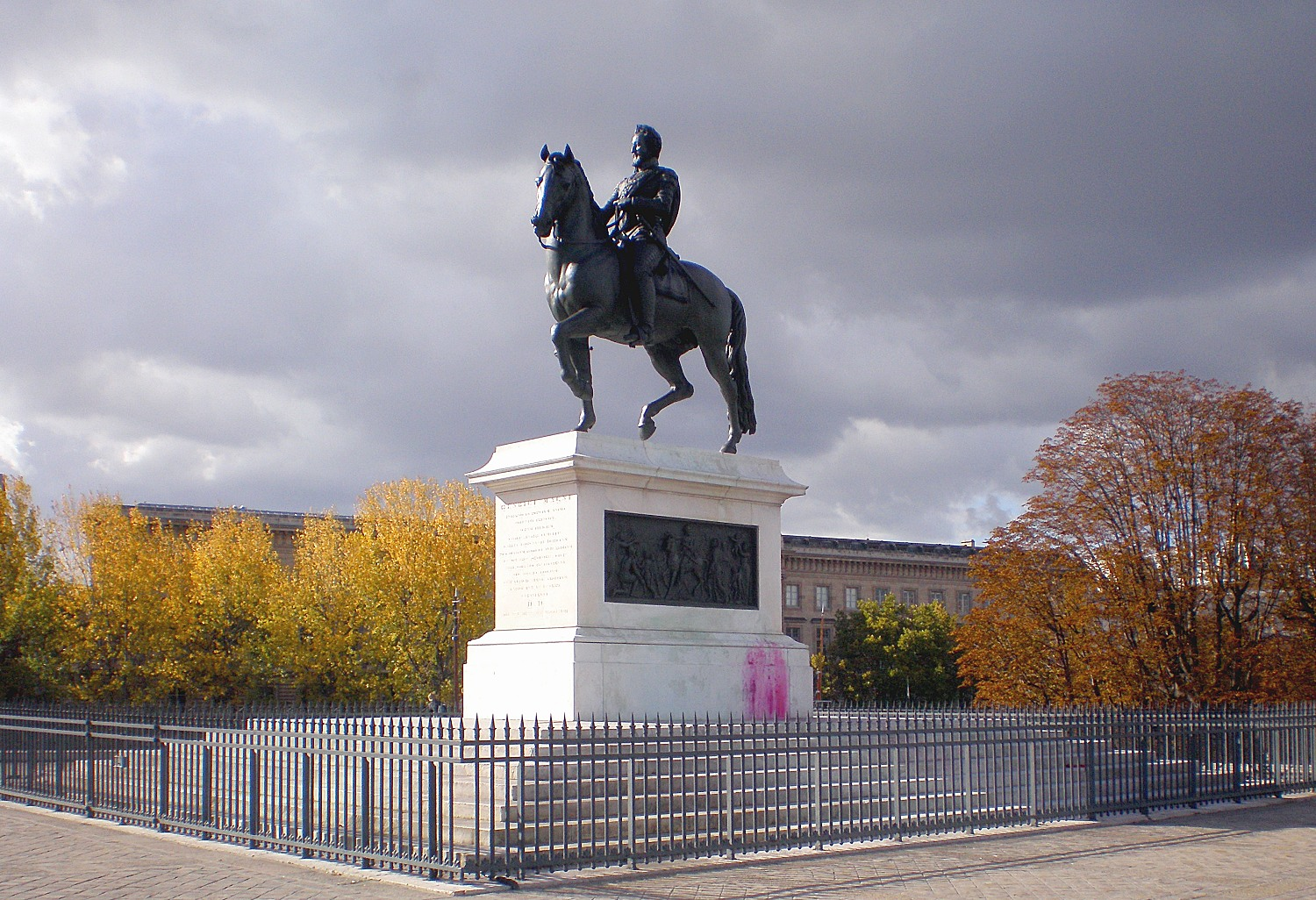
Конная статуя короля Генриха IV в наши дни